# Rat der Danziger
Der Rat der Danziger (RdDA) mit der in ihm seit 2005 inkorporierten Vertretung der Freien Stadt Danzig beansprucht für sich, die staatspolitische Regierungsvertretung der Freien Stadt Danzig im Exil zu sein (Exilorgane) und damit die Rechtsnachfolge des am 1. September 1939 mit Beginn des Zweiten Weltkrieges aufgelösten Danziger Volkstags (Legislative) sowie seit 2005 des Senats (Exekutive, bisher separat von der Vertretung der Freien Stadt Danzig wahrgenommen) zu übernehmen.

## Ansichten, Ziele
Der RdDA vertritt die Ansicht des de jure-Fortbestehens der Freien Stadt Danzig als Staat und Völkerrechtssubjekt, fordert aber seit 1999 z. B. nicht mehr dessen territoriale Wiederherstellung in der Form von 1920 bis 1939. Der Auftrag und die Verpflichtung des Rates der Danziger basierten zumindest bis 1999 auf der Grundlage der Grünbücher der Danziger von 1965 und 1994. Der Rat wendet sich von Anbeginn seines Bestehens in Eingaben und Petitionen u. a. an die Vereinten Nationen, aber auch nachrichtlich an einzelne Staaten wie die USA, Großbritannien, Russland und Polen (zuletzt nachweislich 1995, 1998 und 2012), hauptsächlich mit dem Antrag, unter seiner Mitbeteiligung verbindliche Lösungen der offenen, die Freie Stadt Danzig und ihre Bevölkerung betreffenden Fragen abschließend und völkerrechtlich herbeizuführen.
Er beruft sich auf die vom Völkerbund verliehene Souveränität und staatliche Unabhängigkeit von Deutschland sowie die eigene Staatsbürgerschaft seiner Bevölkerung seit dem 10. Januar 1920. Bei seinen Versuchen, die durch u. a. die deutsche und polnische Gebietsannexion, die Vertreibung und Aussperrung der Bevölkerung sowie die Enteignung privaten und staatlichen Eigentums versehrt geglaubten Zustände zu rehabilitieren, lehnt der RdDA u. a. die etwaige – unterstellte – Mitverantwortung der Freien Stadt Danzig für den Zweiten Weltkrieg ab. Er bezieht sich dabei auch auf den aktuellen Diskurs in völkerrechtlichen Publikationen, z. B. vom Max-Planck-Institut für ausländisches öffentliches Recht und Völkerrecht.
Der Rat der Danziger hatte die Aufgabe, das betroffene Danziger Staatsvolk staatspolitisch und völkerrechtlich zu vertreten. Zu Mitgliedern dieses ersten Rates wurden ehemalige nicht-nationalsozialistische führende Persönlichkeiten Danzigs berufen, so der damals noch lebende ehemalige Senatspräsident (Regierungschef) der Freien Stadt Danzig Ernst Ziehm, Senatoren, Führer der Fraktionen der Oppositionsparteien im Danziger Volkstag wie Joseph Cierocki usw.
Die deutsche Bundesregierung erklärte in einer Stellungnahme im Jahre 2000 allerdings, dass die Behauptung des RdDA, ein Exilorgan der „früheren Freien Stadt Danzig“ (Abschnitt IX des Potsdamer Abkommens) zu sein, irreführend sei.

## Wurzeln
Die Anfänge des RdDA als behaupteten Exilorgans finden sich bereits im Juni 1945 in Lübeck in den dortigen, anfangs kirchlich organisierten, Sammelkreisen der Flüchtlinge und Vertriebenen aus der Freien Stadt Danzig, analog zu den Anfängen der gesellschaftlichen und familiären Sammelbewegung des späteren Bundes der Danziger (BdDA). Der RdDA wurde aus Rücksicht auf das Tätigkeitsverbotsrisiko seitens der britischen Militärregierung vom Danziger Pfarrer Gerhard M. Gülzow insgeheim am 10. Mai 1947 gebildet und am 17. Juni 1947 unter Übernahme dessen Leitung durch den Danziger Notar und Rechtsanwalt Norbert Sternfeld konstituiert. In Veröffentlichungen, z. B. in Mitteilungsblättern für die Danziger, titulierte er sich aus Gründen der anfangs beträchtlichen britischen Sensibilität noch bis in das Jahr 1949 mit der Bezeichnung Gesamtvertretung und ließ in seinen Formulierungen deutliche Vorsicht walten.

## Erste Urwahlen
Die ersten Wahlen zum RdDA erfolgten gemäß ihrer Wahlordnung in drei Schritten zu zwei Wahlgängen, davon der erste zweiteilig am 3. Juni und am 24. Juni 1951 und der zweite am 2. August 1951. Die erste demokratische Wahlperiode des Rates der Danziger begann somit exakt sechs Jahre nach Unterzeichnung des Potsdamer Protokolls. Zu diesen Ratswahlen wurden im Bundesgebiet und West-Berlin über 53.000 Stimmen von wahlberechtigten Danziger Bürgern abgegeben. Der erste RdDA bestand aus 36 Mitgliedern und entsprach damit zahlenmäßig der Hälfte der letzten Stärke des Volkstages (Parlament der Freien Stadt Danzig). Sein erster Präsident war Edgar Kämmerer, dem nach seinem Ableben während der laufenden Wahlperiode Rudolf Röckner folgte. Der RdDA wählte am 4. August 1951 im Lübecker Rathaus die Vertretung der Freien Stadt Danzig (VdDA) als sein Exekutivorgan mit Norbert Sternfeld als Präsident der Vertretung. Die erste Wahlperiode dauerte bis zum 29. April 1962 an, somit knapp über zehn Jahre.

## Folgende Wahlperioden
In den folgenden Wahlperioden, II. (29. April 1962 bis 1972, Präsident Hans Thaddey), III. (1972 bis 1982) und IV. (1982 bis 1993), wurde die Zahl der Ratsmitglieder auf jeweils 24 bei gleich gebliebener Länge der Wahlperiode reduziert. In den Wahlperioden V. (10. Juli 1993 bis 12. Oktober 1996), VI. (12. Oktober 1996 bis 29. Oktober 1999) und VII. (29. Oktober 1999 bis 1. Oktober 2005) wurde die Dauer auf jeweils ca. 3 Jahre verkürzt und die Anzahl der Ratsmitglieder auf jeweils 15 verkleinert. Bis 2005 wurden zwischen den Ratssitzungen dringliche Aufgaben von einem Ältestenausschuss wahrgenommen. Der Rat war schon immer organisatorisch und personell eng mit dem Bund der Danziger (BdDA) e. V. in Lübeck verzahnt. Die Verzahnung mit dem Bund der Danziger wird damit begründet, dass dort die meisten vor 1945 geborenen Staatsbürger der Freien Stadt Danzig organisiert sind. Die VIII. Wahlperiode (1. Oktober 2005 bis 3. September 2011, Präsident Lothar Schubert) war wieder auf sechs Jahre erhöht und somit der damaligen Legislaturdauer des Bundes der Danziger angepasst. Die Anzahl der Ratsmitglieder wurde wiederholt reduziert, nun auf fünf Personen. Die IX. Wahlperiode (3. September 2011 bis 2017, Präsident Carl Narloch) wurde an eine vierjährige Laufzeit angepasst. Die bislang fünf Personen zählende Stärke des Rates wurde 2013 inzwischen auf sieben Personen erhöht.
Am 4. März 2017 wurde der sieben Personen zählende Rat der Danziger (X. Amtsperiode) neu vereidigt. K.-Jochen Gruch wurde als Vizepräsident des Rats (Legislative) und des Exekutivausschusses (Exekutive) gewählt, Gruch ist in beiden Ämtern amtierender Präsident.

## Wahlpraxis, Wahlordnungen
Der RdDA wird nach demokratischen Grundsätzen gewählt. Er stellte regelmäßig Wahlordnungen auf, z. B. die von 1970, 1980 1991, 1992 die teilweise – meist unwesentlich die Präambel – abgeändert wurden. Seit der vorletzten Fassung der Wahlordnung (2012) des Rates vom 7. Mai 2011 war dahingehend abgeändert worden, dass die Wahl des neuen Rates ab der VIII. Wahlperiode indirekt zusammen mit der Urwahl zur Delegiertenversammlung des Bundes der Danziger durchgeführt wurde. Das heißt, die Wähler wurden beim Wahlverfahren instruiert, dass sie durch ihre Stimmenabgaben eine Delegiertenversammlung wählen, die anschließend die Wahlkörperschaft des neuen RdDA der folgenden Wahlperiode bilden wird. Darin war eine personelle Verzahnung der Vertreter des Bundes der Danziger und des RdDA erkennbar; die bisherigen Mitglieder von RdDA und Vertretung hatten jedoch in ihren Sitzungen, u. a. vom 30. September 2005 festgestellt, dass durch die organisatorischen Modifizierungen die Aufgabenstellung in ihrem wesentlichen Inhalt nicht verändert worden ist. Dies wurde u. a. am 29. Oktober 1999 und am 2. September 2011 in Erklärungen des RdDA zusammengefasst und einstimmig verabschiedet. Die letzte und derzeit gültige Wahlordnung ist in einer Ratssitzung vom 9. März 2014 erneut, diesmal wesentlich, abgeändert und auf direktes, von der Delgiertenwahl des Bundes der Danziger entkoppeltes Verfahren, neu gefasst worden.

## Inkorporierung der „Vertretung der Freien Stadt Danzig“
Im RdDA ist die früher separate Vertretung der Freien Stadt Danzig – Exilvertretung des Danziger Staatsvolkes, die ihren Sitz in Lübeck hatte, seit 2005 inkorporiert. Ihre früheren Aufgaben werden fortan restlos vom RdDA wahrgenommen. Die Vertretung der Freien Stadt Danzig verstand sich als Danziger Exilregierung. Die erste, im November 1947 kurz nach der Gründung des RdDA, von diesem und aus dessen Personenkreis gegründete und gewählte Vertretung der Freien Stadt Danzig setzte sich zusammen aus folgenden Personen: Präsident Nobert Sternfeld, Heinz Langguth, Hans Güldner, Joseph Cierocki, Hans-Carl Gspann, Hans Siedler und Herbert Leitreiter. Die Vertretung hat am 18. August 1948 an die Westmächte und den UN-Generalsekretär ein Memorandum gesandt, in dem gefordert wird, das verfassungsmäßige Leben der Freien Stadt Danzig unter dem Schutz der UNO an Stelle des aufgelösten Völkerbundes wiederherzustellen.
Die Vertretung vergibt seit 1962 den „Kulturpreis der Vertretung der Freien Stadt Danzig“, derzeit dotiert mit 1000 Euro.

## Splittergruppen
Um die 1990er Jahre bildeten sich durch Hervorgehen einzelner Personen aus der Danziger Bevölkerung bzw. Abkoppelung teilweise durch Ausscheiden aus dem RdDA weitere, für sich die Nachfolgelegitimation der Danziger Regierung beanspruchende Splittergruppen. Von diesen Gruppierungen, die sich als Exilregierung des Freistaates Danzig in Frankfurt am Main oder Free State of Danzig in Exile; Danzig-Committeé in Cloppenburg nannten, sind bislang keinerlei Angaben über konkrete Gründungsdaten, Unterstützungsstimmen bzw. Unterschriften bekannt oder veröffentlicht. Nicht nur die Geschichte der Organisationen, sondern auch die Gegenüberstellung der Schriften des RdDA (bzw. früher der Vertretung der Freien Stadt Danzig), z. B. in den Zeitschriften Unser Danzig, DOD oder in den genannten Grünbüchern von 1965 und 1994 mit den derzeit online einsehbaren Abbildungen und schriftlichen Beiträgen jeweils neuer, selbsternannter „Exilregierungen“ wie z. B. auf einem australischen Server, auf Facebook, auf kostenlosen, werbefinanzierten Groupware- Blog- oder Privatseiten, ermöglicht sowohl einen Vergleich derer publizistischen, geschichtsinhaltlichen und politischen Beschaffenheit als auch eine Meinungsbildung über die Unterschiede zwischen dem RdDA und diesen Splittergruppen. Unabhängig von diesen Differenzen antwortete die Bundesregierung am 22. März 2001 auf eine kleine Anfrage von Ulla Jelpke und der PDS-Fraktion in Bezug auf sowohl die Vertretung der Freien Stadt Danzig – Exilvertretung des Danziger Staatsvolkes als auch die oben genannten separaten Organisationen, es sei „diesen Organisationen […] gemeinsam, dass sie das ‚Recht auf Danzig und Wiedergutmachung des erlittenen Unrechts von Polen‘ verlangen“. Diese bisherigen Splittergruppen hatten bisher zumindest einen Danziger Herkunftshintergrund. Seit ca. 2011 tauchen weitere sich für Danzig legitimiert fühlende Gruppierungen auf (wie etwa eine angebliche „Regierung“ des „Freistaates Freie Stadt Danzig“), die ihren Internetpräsentationen zufolge eine Ideologie über verschiedene, kaum nachvollziehbare Ansprüche vertreten, welche z. B. in der eigenmächtigen Festsetzung von Steuern oder dem Verkauf von Ausweisen, Kfz-Scheinen und Nummernschildern über ihre Webseiten zum Ausdruck kommen.

## Stellungnahme der Bundesregierung
In einer kleinen Anfrage an die Bundesregierung warf die PDS-Fraktion dem Rat der Danziger Geschichtsrevisionismus in der deutsch-polnischen Geschichte vor und verlangte Aufklärung über Kenntnisse der Bundesregierung über den Rat. Die Bundesregierung antwortete am 27. April 2000, dass der Selbstanspruch des Rates der Danziger, ein „Exilorgan“ zu sein, irreführend sei, der Rat der Danziger organisatorisch nicht mit dem Bund der Danziger e. V., der Organisation der Danziger Vertriebenen, zusammenhänge – es jedoch personelle Überschneidungen gebe – und man den Bund der Danziger bei einzelnen Projekten fördere. Zur vom Rat der Danziger behaupteten weiteren völkerrechtlichen Existenz der Freien Stadt Danzig wurde in der Antwort ausgeführt, dass sich „mit dem ‚Vertrag über die abschließende Regelung in Bezug auf Deutschland‘ vom 12. September 1990 […] nach Einschätzung der beteiligten Mächte die Frage einer weiteren friedensvertraglichen Regelung der Folgen des Zweiten Weltkrieges erledigt [hat]“.
Die Berliner Zeitung beschäftigte sich im Feuilleton mit der Problematik der Freien Stadt Danzig und ihrer im deutschen Exil befindlichen Staatsvertretungsorgane.